# Johnny Marajo
Johnny Daniel Marajo (21 ottobre 1993) è un calciatore francese, attaccante del Club Franciscain e della Nazionale martinicana.

## Carriera

### Club
Comincia a giocare in Martinica, all'Etoile Basse-Pointe. Nel 2014 si trasferisce in Francia, all'Arles-Avignon, con cui gioca prevalentemente nella seconda squadra. Nel gennaio del 2016 torna in Martinica, al Club Franciscain.

### Nazionale
Ha debuttato in nazionale il 26 dicembre 2015, nell'amichevole Martinica-Guadalupa (2-0). Nel 2017 viene inserito nella lista dei convocati per la Gold Cup 2017, torneo a cui prende parte anche nelle edizioni del 2019 e del 2021.